# Comté de Tharaka-Nithi
Tharaka-Nithi County est l'un des 47 comtés du Kenya. Il est situé dans l'ancienne province de l'Est du Kenya. Le comté a une superficie de 2 609 km2 et au recensement de 2019 il comptait une population de 393 177 habitants. 
Le comté se compose de trois circonscriptions :  Maara, Chuka / Igambang'ombe et  Tharaka . 

## Population
Le comté de Tharaka-Nithi est la résidence des ethnies Chuka, Muthambi, Mwimbi et Tharaka de la communauté Meru. Les habitants du comté sont majoritairement chrétiens, catholiques et presbytériens, les méthodistes étant les communautés religieuses prédominantes. 

## Histoire
En 1992, le district de Meru, parfois appelé « Grand Meru », est divisé en quatre parties: Meru Central, Meru North, Meru South et Tharaka.  Meru South (également connu sous le nom de district de Nithi) est regroupé avec Tharaka dans le nouveau district de Tharaka-Nithi. En 1998, le district de Tharaka Nithi est divisé en deux districts, Nithi et Tharaka  mais une décision de la Cour suprême du Kenya de 2009 déclare cette division inconstitutionnelle. Par la suite, en vertu de la constitution révisée de 2010, Tharaka-Nithi devient comté. 

## Siège du comté
Le siège du comté est situé à Kathwana, une ville située à l'intersection des trois circonscriptions :  Maara, Tharaka et Chuka / Igamba-ngo'mbe. Le siège se trouve sur la route Mate, récemment goudronnée, qui traverse Ena, Ishiara, Ciakariga, Tunyai, Meru et Nkubu. L'emplacement du siège du comté a été déterminé par consensus par toutes les communautés du comté.  

## Éducation
Le comté possède des écoles primaires et secondaires pour garçons et filles, deux écoles nationales, Chogoria Girls High School et Ikuu Boys et  une université  publique, l'Université de Chuka . 

## Climat
Le comté de Tharaka Nithi est situé dans une zone semi-aride. Les précipitations annuelles se situent entre 200 et 800 mm, les températures entre la saison froide et la saison chaude pouvant varier de 11 ° C à 26 ° C..

## Économie
À l'instar des autres comtés entourant le mont Kenya, les principales activités économiques du comté de Tharaka-Nithi sont la plantation de thé et de café, une production laitière de subsistance, ainsi que l'élevage d'animaux comme les chèvres et les moutons.   
L'agriculture est la principale activité économique avec la culture de mil , sorgho , maïs , manioc et les légumes cultivés à petite échelle. La pêche est également pratiquée.
En 2017, le PIB par habitant dans le comté était de 169 141 shillings kenyans (environ 3 377 dollars internationaux), ce qui le place 12e parmi les 47 comtés du pays. 
Une partie du parc national du mont Kenya fait partie du comté.

## Personnalités
- Bernard Mate - Le "fils" le plus notable du comté. Il était un homme politique actif dans la lutte pour l'indépendance du Kenya, qui résidait à Majira, près de Chogoria. Il a représenté Central au LegCo de 1957 et a été député dans les années 1960 et 1970.
- James Njeru Giturianduu - Ancien ministre adjoint du gouvernement Jomo Kenyatta
- Samuel Ragwa - Premier gouverneur du comté de Tharaka Nithi
- Muthomi Njuki - Deuxième gouverneur en exercice
- Kithure Kindiki - Sénateur actuel et vice-président du Sénat du Kenya

## Comtés voisins
- Comté d'Isiolo
- Comté de Meru
- Comté d'Embu
- Comté de Kitui